# 히어로 (2010년 영화)
"히어로"는 2010년에 개봉한 대한민국의 영화이다.

## 캐스팅
- 동하 : 심단 역
- 한정우 : 은석 역
- 이다인 : 미아 역
- 한예원 : 유리 역
- 곽민호 : 철승 역
- 리아 : 지인 역
- 나태주 : 정우 역
- 김아현 : 가영 역
- 조덕제 : 미아 부 역
- 곽도원 : 체육선생 역
- 강영구 : 인터뷰남 역
- 손영순 : 인터뷰 할머니 역
- 손호영 : 가후 역 (우정출연)
- 이영석 : 취객 역 (우정출연)